# Мали Антили
Мали Антили су група острва између Карипског мора и Атлантског океана. Острва се у луку протежу од Порторика до обале Јужне Америке. Западно од Порторика, острва су знатно већа и називају се Велики Антили.
Острва се даље деле на Острва приветрине и Острва заветрине, при чему се ова класификација разликује у земљама енглеског, француског, шпанског и холандског говорног подручја. Становништво Малих Антила се процењује на 3,23 милиона, од чега 1,1 милион живи на Тринидаду и Тобагу. Највећи део становништва је афричког порекла, а мањи део представљају Индијанци, досељеници из Европе, Азије и њихове мешавине.
Главни језици на острвима су енглески и француски, као и изведени језици (пиџин и креолски). Већина острва је вулканског порекла. Највише узвишење на Малим Антилима је врх Суфријер (1467 m) на острву Гваделуп. Најдубља тачка Атлантског океана (-9210 m) се налази близу Америчких Девичанских Острва.

## Политичка подела
Мали Антили су подељени на осам независних нација и бројне зависне и несуверене државе (које су политички повезане са Уједињеним Краљевством, Француском, Холандијом и Сједињеним Државама). Више од једне трећине укупне површине и становништва Малих Антила налази се у Тринидаду и Тобагу, сувереној нацији која се састоји од два најјужнија острва у ланцу Острва приветрине.

### Суверене државе
| Назив                    | Подобласти | Подручје (km²) | Становништво (1. јул 2005, проц.) | Густина насељености (по km²) | Главни град   |
| ------------------------ | ---------- | -------------- | --------------------------------- | ---------------------------- | ------------- |
| Антигва и Барбуда        | Парохије   | 440            | 85.632                            | 195                          | Сент Џонс     |
| Антигва и Барбуда        | Барбуда    | 161            | 1.370                             | 9,65                         | Кодрингтон    |
| Антигва и Барбуда        | Редонда    | 2              | 0                                 | 0                            | n/a           |
| Барбадос                 | Парохије   | 431            | 284.589                           | 660                          | Бриџтаун      |
| Доминика                 | Parishes   | 754            | 72.660                            | 96,3                         | Розо          |
| Гренада                  | Парохије   | 344            | 110.000                           | 319,8                        | Сент Џорџиз   |
| Сент Винсент и Гренадини | Парохије   | 261            | 42.696                            | 163,5                        | Бастер        |
| Сент Винсент и Гренадини | Невис      | 93             | 12.106                            | 130,1                        | Чарлстаун     |
| Света Луција             | Окрузи     | 616            | 173.765                           | 282                          | Кастриз       |
| Сент Винсент и Гренадини | Парохије   | 389            | 110.000                           | 283                          | Кингстаун     |
| Тринидад и Тобаго        | Тринидад   | 5.131          | 1.405.953                         | 253,3                        | Порт ов Спејн |
| Тринидад и Тобаго        | Тобаго     | 300            | 60.000                            | 180                          | Скарборо      |
| Укупно                   |            | 8.367          | 2.179.295                         | 260,5                        |               |

### Зависне територије
| Назив                                 | Суверена држава      | Потподеле            | Површина (km²) | Становништво (1. јул 2005, проц.) | Густина насељености (по km²) | Главни град       |
| ------------------------------------- | -------------------- | -------------------- | -------------- | --------------------------------- | ---------------------------- | ----------------- |
| Аруба                                 | Краљевина Холандија  | Окрузи               | 193            | 103.065                           | 534,0                        | Орањестад         |
| Ангвила                               | УК                   | Окрузи               | 91             | 13.600                            | 149,4                        | Вали              |
| Бонер                                 | Холандија            |                      | 288            | 14.006                            | 48,6                         | Кралендајк        |
| Британска Девичанска Острва           | УК                   | Окрузи               | 153            | 27.000                            | 176,5                        | Роуд Таун         |
| Курасао                               | Холандско краљевство | Окрузи               | 444            | 180.592                           | 406,7                        | Вилемстад         |
| Гваделуп                              | Француска            | Арондисмани          | 1.780          | 440.000                           | 247,2                        | Бас Тер           |
| Мартиник                              | Француска            | Арондисмани          | 1.128          | 400.000                           | 354,6                        | Фор де Франс      |
| Мартиник                              | УК                   | Парохије             | 120            | 4.655                             | 38,8                         | Брејдс            |
| Саба                                  | Холандија            |                      | 13             | 1.424                             | 109,5                        | Ботом             |
| Сен Бартелеми                         | Француска            | Парохије             | 21             | 7.448                             | 354,6                        | Густавија         |
| Сент Мартин                           | Француска            |                      | 53             | 35.000                            | 660,4                        | Мариго            |
| Свети Еустахије                       | Холандија            |                      | 34             | 3.100                             | 91,2                         | Орањестад         |
| Свети Мартин                          | Холандско краљевство |                      | 34             | 40.917                            | 1.203,4                      | Филипсбург        |
| Шпанска Девичанска Острва (Порторико) | Сједињене Државе     | Бариоси              | 165,1          | 11.119                            | 67,35                        | Кулебра Исабел II |
| Америчка Девичанска Острва            | Сједињене Државе     | Окрузи               | 346            | 108.448                           | 313,4                        | Шарлота Амалија   |
| Нуева Еспарта                         | Венецуела            | Општине              | 1.150          | 491.610                           | 427,5                        | Ла Асунсион       |
| Федерална територија Венецуеле        | Фенецуела            | Федералне зависности | 342            | 2.155                             | 6,3                          | Гран Роке         |
| Укупно                                |                      |                      | 5.997          | 1.769.955                         | 320,1                        |                   |

## Изолована острва на Малим Антилима
- Барбадос†[а][2][3][4]
- Тринидад и Тобаго†[б][1][5][6]

† Физиографски гледано, ово су континентална острва која нису део вулканског лука Острва приветрине. Међутим, на основу близине, ова острва се понекад културно и политички групишу са њима.

## Списак острва Малих Антила
(од севера ка југу) :
Кулебра, Вијеке, Анегада, Вирџин Горда, Тортола, Сент Џон, Сент Томас, Сент Кроа, Ангвила, Свети Мартин, Свети Бартоломеј, Саба, Свети Еустахије, Сент Китс, Невис, Барбуда, Антигва, Редонда, Монсерат, Гваделуп, Ла Дезирад, Мари Галант, Острва Светаца, Доминика, Острва Авес, Мартиник, Света Луција, Барбадос, Гренадини, Сент Винсент, Гренада, Тобаго, Тринидад, Маргарита, Бланкиља, Тортуга, Орчила, Лос Рокес, Бонер, Курасао, Аруба